# Lye församling
Lye församling var en församling i Svenska kyrkan i Visby stift. Församlingen uppgick 2006 i Garde församling.
Församlingskyrka var Lye kyrka.

## Administrativ historik
Församlingen har medeltida ursprung. 
Församlingen var till 1 maj 1920 annexförsamling i pastoratet Alskog och Lye. Från 1920 till 2006 
var den annexförsamling i pastoratet Garde, Etelhem, Alskog och Lye som 1962 utökades med Ardre församling. Församlingarna i pastoratet uppgick 2006 i Garde församling.
Församlingskod var 098069.